# Сенная Падь
Сенная Падь — деревня в Заларинском районе Иркутской области России. Входит в состав Холмогойского муниципального образования. Находится примерно в 11 км к западу от районного центра.

## Население
| 2002 | 2010 | 2011 | 2012 |
| ---- | ---- | ---- | ---- |
| 139  | ↘111 | →111 | ↘98  |

По данным Всероссийской переписи, в 2010 году в деревне проживало 111 человек (52 мужчины и 59 женщин).